# 八作内
八作内（はっさくうち）は、福島県郡山市に所在する字である。郵便番号は963-8836。

## 地理
郡山市役所本庁所管地域である旧郡山地区に属し、住所としては「郡山市字八作内」と表記される。北で小原田、東で田村町金屋、南で安積町日出山、西で八木橋とそれぞれ隣接する。JR東日本郡山駅東側市街地南東端に位置し、一級水系阿武隈川左岸に沿う一角を範囲とする。域内は農地が広がり、西側に数軒の民家や集合住宅が立地する。堤下町に所在する郡山警察署古舘交番、および堂前町に所在する郡山消防署本署がそれぞれ管轄にあたる。

### 河川・湖沼
一級水系阿武隈川水系
- 阿武隈川

## 世帯数と人口
2024年1月1日現在の世帯数と人口は以下の通りである。
| 町丁   | 世帯数 | 人口 |
| ------ | ------ | ---- |
| 八作内 | 9世帯  | 11人 |

## 小・中学校の学区
市立小・中学校に通う場合、学区は以下の通りとなる。
| 番地 | 小学校               | 中学校               |
| ---- | -------------------- | -------------------- |
| 全域 | 郡山市立小原田小学校 | 郡山市立小原田中学校 |

## 交通

### 道路
- 福島県道372号須賀川二本松自転車道線（みちのく自転車道）

域外西側を一級市道52号日出山久保田線（東部幹線）が通る。

## 施設等
- 落合堀樋管ポンプ設備